# Estibaliz Urresola Solaguren

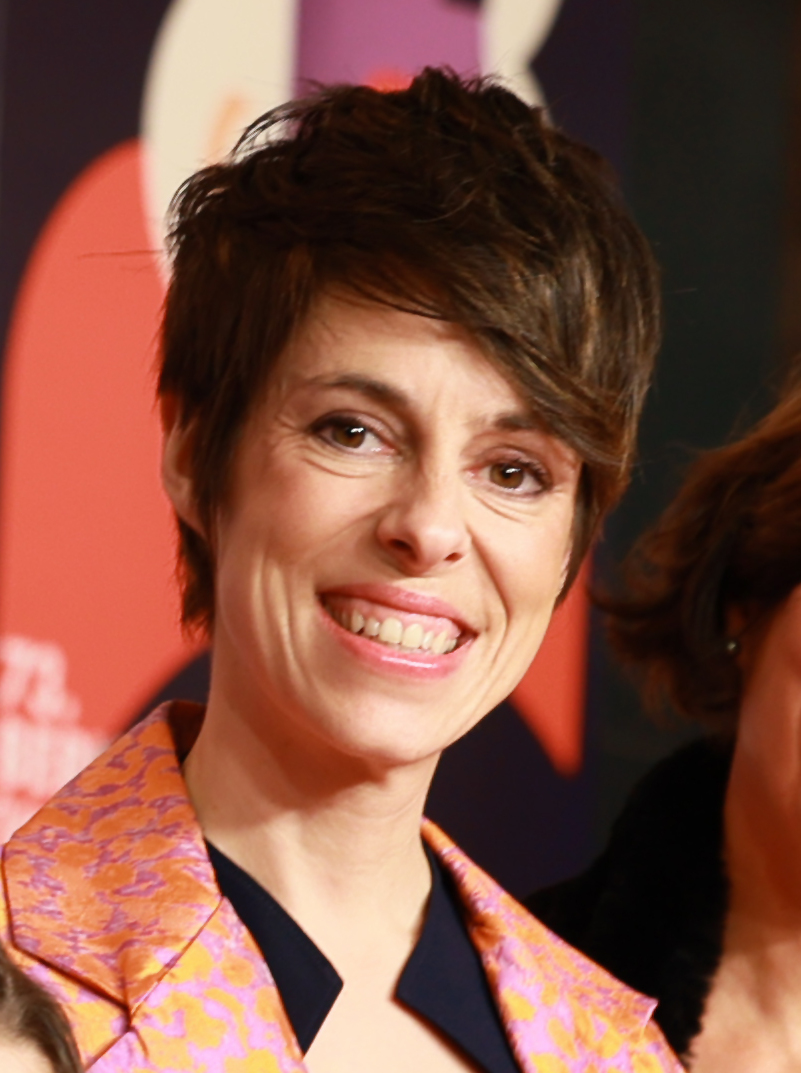
Estibaliz Urresola Solaguren während der Berlinale 2023

Estibaliz Urresola Solaguren (* 4. Mai 1984 in Bilbao) ist eine spanische Filmregisseurin und Drehbuchautorin.

## Leben und Karriere
Die aus dem Baskenland stammende Estibaliz Urresola Solaguren studierte das Fach audiovisuelle Kommunikation an der Universidad del País Vasco (UVP) in Bilbao. Daran schloss sich ein Studium der Schnitt-Theorie an der Internationalen Hochschule für Film und Fernsehen (EICTV) in Kuba an. Auch folgten Master-Abschlüsse in Filmregie und Filmwirtschaft an der privaten katalanischen Filmhochschule ESCAC.
Ihr Debüt als Filmemacherin gab Urresola Solaguren im Jahr 2013 mit dem Kurzspielfilm Adri, für den sie auch das Drehbuch verfasste. Der 15-minütige Streifen über eine junge Nachwuchsschwimmerin, die kurz vor wichtigen Meisterschaften das erste Mal ihre Periode bekommt, brachte ihr unter anderem den Spezialpreis der Jury des internationalen Kurzfilmfestivals von Izmir ein.
Drei Jahre später realisierte sie mit dem Dokumentarfilm Voces de papel (2016) ihren ersten Langfilm. In dem Werk porträtierte sie die Eresoinka, die 1937 während des Spanischen Bürgerkriegs ins Leben gerufene baskische Kulturbotschaft im Exil in Paris. Voces de papel wurde beim Internationalen Filmfestival von San Sebastián uraufgeführt und brachte seiner Regisseurin den Premio Txapela de Oro für den besten Dokumentarfilm beim Festival zinemaldia.cat in Barcelona ein.
Ihr Kurzspielfilm Cuerdas feierte 2022 im Rahmen der Semaine de la Critique am Filmfestival von Cannes seine Weltpremiere, wo er mit dem Rail d’Or ausgezeichnet wurde. Der Film erzählt die Geschichte eines Frauenchors in einem spanischen Dorf, dessen Mitglieder entscheiden müssen, ob sie ein Sponsoring annehmen wollen eines Unternehmens, das maßgeblich zur Verschmutzung der Region beiträgt.
Im Jahr 2023 erhielt sie für ihr Spielfilmdebüt 20.000 Arten von Bienen eine Einladung in den Wettbewerb um den Goldenen Bären, den Hauptpreis der Filmfestspiele Berlin. Das Werk wurde dort mehrfach preisgekrönt, darunter für die Leistung der Kinderdarstellerin Sofía Otero.

## Filmografie
- 2013: Adri (Kurzfilm)
- 2016: Voces de papel (Dokumentarfilm)
- 2021: Polvo somos (Kurzfilm)
- 2022: Cuerdas (Kurzfilm)
- 2023: 20.000 Arten von Bienen (20.000 especies de abejas)

## Auszeichnungen

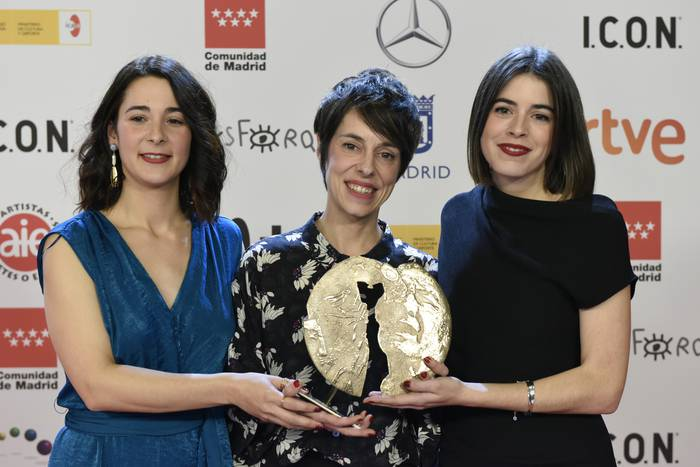
Urresola Solaguren (Mitte) bei der Verleihung des Premio José María Forqué für ihren Kurzfilm Cuerdas (2022)

- 2014: International Izmir Short Film Festival – Spezialpreis der Jury (Adri)
- 2016: Festival zinemaldia.cat – Premio Txapela de Oro, bester Dokumentarfilm (Voces de papel)
- 2022: Guanajuato International Film Festival – SIGNIS Award (Cuerdas)
- 2022: Premio José María Forqué – Bester Kurzfilm (Cuerdas)
- 2022: Vila do Conde International Short Film Festival – Bester Kurzfilm (Cuerdas)